# Cyathea andohahelensis
Cyathea andohahelensis är en ormbunkeart som först beskrevs av Tard.-blot, och fick sitt nu gällande namn av Tindale. Cyathea andohahelensis ingår i släktet Cyathea och familjen Cyatheaceae. Inga underarter finns listade.